# WBZ中波台

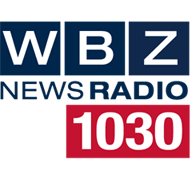
电台logo

WBZ-AM（1030 AM），是位于马萨诸塞州波士顿市的一家中波广播电台。该电台开播于1921年9月19日，是北美最古老的广播电台之一。目前该电台由清晰频道通信公司拥有，主要播出新闻和谈话节目。WBZ是CBS新闻、CNN的附属电台之一。
WBZ发射功率为50千瓦，白天覆盖新英格兰地区，夜间可覆盖北美东部地区。